# 杉村敏正
杉村 敏正（すぎむら としまさ、1918年9月26日 - 2011年9月13日）は、日本の法学者。専門は行政法。学位は、法学博士（京都大学・1982年1月23日）（学位論文「法の支配と行政法」）。京都大学名誉教授。

## 略歴
1918年（大正7年）大阪府出身。1939年（昭和14年）大阪高等学校 (旧制)文科を卒業後、京都大学政治学科へ入学。卒業後は、同大助手を経て1947年（昭和22年）助教授、1954年（昭和29年）京都大学法学部教授に就任。
その後は京都大学法学部長・大学院法学研究科長（在任：1972年10月22日～1974年10月21日）、龍谷大学法学部教授、宮崎産業経営大学法学部教授を務めた。国民主権・平和・人権尊重を基調とする法理論体系の構築に取り組んだ。
1978年に、7期28年に及んだ蜷川虎三知事の後継として、京都府知事選挙に、共産党支持で立候補したが、自由民主党推薦候補の林田悠紀夫に敗れた。
2011年9月13日、老衰のため死去。92歳没。

## 経歴
- 1941年12月 - 京都帝国大学法学部卒業
- 1947年 - 京都大学法学部助教授
- 1954年 - 京都大学法学部教授
- 1972年 - 京都大学法学部長・大学院法学研究科長（在任：1972年10月22日～1974年10月21日）
- 1978年 - 京都府知事選挙に立候補。
- 1979年 - 龍谷大学法学部教授
- 1989年 - 宮崎産業経営大学法学部教授

## 主な著書
- 憲法と行政法 - 問われる行政の姿勢 -（勁草書房、1972年）
- 法の支配と行政法（有斐閣、1970年）
- 続・法の支配と行政法（有斐閣、1991年）
- 全訂行政法講義総論 - 上巻 - （有斐閣、1969年）
- 警察法、防衛法（法律学全集12）（有斐閣、1958年）（執筆は「防衛法」部分のみ）

以下、編著
- 新法学辞典』（日本評論社、1991年）
- 行政救済法 (1)（有斐閣、1990年）
- 行政救済法 (2)（有斐閣、1990年）
- コンメンタール地方自治法（勁草書房、1979年）
- 行政法概説 総論 3訂版（有斐閣双書）（有斐閣、1988年）
- 行政法概説 各論 第3版（有斐閣双書）（有斐閣、1988年）

以下、共著書
- 行政法の基礎知識 - 質問と解答 - (有斐閣双書)（有斐閣、1966年）
- 治安と人権(現代法叢書)（岩波書店、1984年）
- 行政手続・行政争訟法(現代法学全集11)（筑摩書房、1973年）

## 門下生
- 種谷春洋
- 高田敏
- 村上武則
- 芝池義一
- 岡村周一
- 曽和俊文
- 木佐茂男